# 善愷
善愷（ぜんがい、生没年不詳）は、平安時代前期承和年間ごろの法隆寺の僧。
道詮の元で聖徳太子の一族である壇越登美氏の専横と争って法隆寺の自立のために活動するも、同氏による不法が継続する。そのため、同氏の中心人物であった少納言登美直名を寺財の不当売却と利益横領を理由として太政官弁官局に告訴した。だが、伴善男によって訴訟手続の違法が指摘され、善愷訴訟事件のきっかけとなった。その後の動向は不明であるが、同事件における太政官の審議及び明法勘文の通りの判断がなされたとすれば、僧尼令違反により笞罪40の刑を課されたと見られている。